# Суво грожђе
Суво грожђе се производи у многим регијама света и може се јести сирово, користити у кувању и за врење.

## Врсте
Варијетет сувог грожђа зависи од врсте грожђа и производе се у различитим величинама и бојама као што су зелена, плава, црвена, љубичаста, црна и жута. Врсте без семена укључују „султана” и „ватрено грожђе”. По традицији су се сушили на сунцу, али могу и помоћу воде, да се вештачки дехидратишу.
„Златном сувом грожђу” се додаје сумпор диоксид, како би се добила златна боја.

## Нутритивне вредности
Суво грожђе садржи и до 72% шећера (фруктоза и глукоза). Садрже 3% протеина и 3,7%-6,8% влакна.
Суво грожђе, исто као и нектарина и суве шљиве, садржи доста антиоксиданта, али имају мање витамина Ц од обичног, свежег грожђа. Садрже врло мало натријума и немају холестерола.